# Mortal Kombat (gra komputerowa 1992)
Mortal Kombat – gra komputerowa stworzona przez Eda Boona i Johna Tobiasa ze studia Midway Games, która dała początek serii bijatyk oraz kilku filmom.
Początkowo gra planowana była jako adaptacja filmu Krwawy sport, jednak po problemach z uzyskaniem praw autorskich, koncepcja gry została zmieniona. Gra została wydana w 1992 na automaty i z miejsca zyskała rozgłos oraz popularność wśród graczy ze względu na tak zwane fatality (możliwość brutalnego zabicia przeciwnika po wygranej walce) oraz digitalizowaną grafikę i sporą dawkę realistycznej przemocy, co znacznie odróżniało tę grę od rysowanego ręcznie w stylu anime, Street Fightera II. Gra oferowała siedem postaci oraz dwóch bossów, system ciosów combo oraz wspomniane fatality. Oprócz wspólnych ciosów, jak na przykład podcięcie, kopnięcie z obrotu czy cios podbródkowy, każdy z zawodników miał własne, charakterystyczne tylko dla siebie ciosy specjalne.

## Rozgrywka
Mortal Kombat zawiera dwa tryby rozgrywki: dla pojedynczego gracza i grę dwuosobową. W pierwszym trybie gracz ma przydzieloną pewną liczbę żyć (tzw. kredytów) i do pokonania sześciu przeciwników: swojego sobowtóra (mirror match), trzy drużyny dwu- i trzyosobowe, Goro i Shang Tsunga. Gdy bohater wygra dwie rundy w walce z komputerem, przechodzi do następnego etapu, gdy zaś przegrywa, traci kredyt (gra kończy się w momencie utraty wszystkich kredytów). Rozgrywka kończy się sukcesem gracza po pokonaniu Shang Tsunga. Pomiędzy walkami dodano też specjalne testy umiejętności, polegające na łamaniu kolejno: rzędu desek, głazu, stali, rubinu i diamentu. W trybie dwuosobowym gracze wybierają swoje postaci i toczą ze sobą kolejne walki. Obowiązuje prawo serii, to znaczy na górze ekranu wyświetlana jest informacja ile gier z rzędu wygrał dany gracz.

## Konwersje
Mortal Kombat został przekonwertowany na Sega Mega Drive (1992), MS-DOS-a (1993), Amigę (1993), Game Boya (1993), Sega Master System/Game Gear (1993) i Super Nintendo Entertainment System (1993).